# Norberto Menéndez
Norberto Menéndez (Buenos Aires, 1936. december 14. – Buenos Aires, 1994. május 26.) argentin labdarúgócsatár.
Az argentin válogatott tagjaként részt vett az 1958-as labdarúgó-világbajnokságon.